# Finland op het Eurovisiesongfestival 1975
Finland nam in 1975 deel aan het Eurovisiesongfestival in Stockholm, Zweden. Het was de 14de deelname van het land op het festival. Het land werd vertegenwoordigd door Pihasoittajat met het lied Viulu-ukko.

## Selectieprocedure
De finale werd gehouden in de studio's van YLE in Helsinki en werd gepresenteerd door Alpo Halinen. Er waren vier halve finales geweest en negen kandidaten namen deel aan de finale. Het winnende lied werd gekozen door een vakjury.

#### Uitslag
| Plaats | Artiest                          | Lied                        | Punten |
| ------ | -------------------------------- | --------------------------- | ------ |
| 1      | Pihasoittajat                    | Viulu-ukko (Old man fiddle) | 379    |
| 2      | Danny                            | Seikkailija                 | 368    |
| 3      | Vesa-Matti Loiri & Sivupersoonat | Laulu                       | 308    |
| 4      | Pepe Willberg                    | Ovi elämään                 | 279    |
| 5      | Kirka & Islanders                | Oh, New York rakkain        | 265    |
| 6      | Dans                             | Hei lähde maailmaan         | 256    |
| 7      | Agit-Prop                        | On jokin mikä yhdistää      | 228    |
| 8      | Maarit                           | Mätämakee                   | 205    |
| 9      | Marjatta Leppänen                | Naisen vuosi                | 196    |

## In Stockholm
Op het Eurovisiesongfestival zelf trad Finland als vijftiende van negentien deelnemers aan, na Monaco en voor Portugal. Aan het einde van de puntentelling stond Finland op een zevende plaats, met 74 punten.

### Gekregen punten

#### Finale
| 12 punten                 | 10 punten             | 8 punten          | 7 punten | 6 punten    |
| ------------------------- | --------------------- | ----------------- | -------- | ----------- |
| - Duitsland - Zwitserland | - Noorwegen           | - Israël - Monaco |          | - Luxemburg |
| 5 punten                  | 4 punten              | 3 punten          | 2 punten | 1 punt      |
| - Joegoslavië - Ierland   | - Verenigd Koninkrijk | - Zweden          |          | - Spanje    |

### Punten gegeven door Finland

#### Finale
Punten gegeven in de finale:
| 12 punten | Italië              |
| 10 punten | Nederland           |
| 8 punten  | Spanje              |
| 7 punten  | Verenigd Koninkrijk |
| 6 punten  | Zweden              |
| 5 punten  | Luxemburg           |
| 4 punten  | Zwitserland         |
| 3 punten  | Israël              |
| 2 punten  | Monaco              |
| 1 punt    | Ierland             |

1961 · 1962 · 1963 · 1964 · 1965 · 1966 · 1967 · 1968 · 1969 · 1970 · 1971 · 1972 · 1973 · 1974 · 1975 · 1976 · 1977 · 1978 · 1979 · 1980 · 1981 · 1982 · 1983 · 1984 · 1985 · 1986 · 1987 · 1988 · 1989 · 1990 · 1991 · 1992 · 1993 · 1994 · 1995 · 1996 · 1997 · 1998 · 1999 · 2000 · 2001 · 2002 · 2003 · 2004 · 2005 · 2006 · 2007 · 2008 · 2009 · 2010 · 2011 · 2012 · 2013 · 2014 · 2015 · 2016 · 2017 · 2018 · 2019 · 2020 · 2021 · 2022 · 2023 · 2024 · 2025